# Василюк Сергій Михайлович
Василюк Сергій Михайлович (нар. 8 квітня 1974, м. Івано-Франківськ, Україна) - відомий український науковець, хірург, доктор медичних наук, професор. завідувач кафедри абдомінальної та невідкладної хірургії Івано-Франківського національного медичного університету (2006-2022 рр.)

## Біографія
Народився і виріс в м. Івано-Франківську (УРСР). Батько - відомий в Україні хірург Михайло Дмитрович Василюк, мати - вчитель української мови і літератури Розалія Антонівна Василюк (Павловська). Закінчив з відзнакою Івано-Франківську державну медичну академію у 1997 році. Був запрошений для навчання в магістратурі на кафедрі факультетської хірургії.  У 2000 році успішно захистив кандидатську дисертацію на тему “Клінічна оцінка спектру фракцій сироваткового білка диск- електрофореграми в поліакриламідному гелі при патології панкреатогепатобіліарної зони та її хірургічному лікуванні”. З 2004 р. – доцент кафедри факультетської хірургії Івано-Франківського національного медичного університету. У 2006 році успішно захистив докторську дисертацію на тему «Патогенетичне обґрунтування комплексного хірургічного лікування хворих на синдром діабетичної стопи».    
З 2006 р. по 2022 р. був завідувачем кафедри хірургії № 1 Івано-Франківського національного медичного університету. З 2022 року, у зв’язку з реформуванням кафедр університету працює на посаді професора кафедри травматології, ортопедії і невідкладної військової хірургії. З 2025 року - завідувач кафедри абдомінальної та невідкладної хірургії Івано-Франківського національного медичного університету.   

## Наукова і педагогічна діяльність
Нині є одним із провідних хірургів Івано-Франківської області. Хірург вищої категорії. Провів близько 6000 операцій на органах черевної порожнини. У 2017-2022 рр. був Головою спеціалізованої Вченої ради Івано-Франківського національного медичного університету з атестації наукових медичних кадрів зі спеціальностей «хірургія» та «акушерство і гінекологія».
Автор близько 500 наукових праць, двох монографій, трьох навчальних посібників для студентів медичних ВНЗ. Створив хірургічну школу – під його керівництвом захистили дисертації 17 наукових працівників і практичних лікарів. 
Член Асоціації хірургів України, заступник голови громадської організації «Медики України»,  експерт-рецензент міжнародної наукометричної бази Publons, член Європейської асоціації ендоскопічних хірургів, член Асоціації  колоректальної хірургії, член Британської асоціації герніологів, член редакційної колегії спеціалізованих медичних журналів «Український журнал хірургії», «Art of Medicine» та “Природничі, математичні науки та освіта в медицині”.
Учасник та спікер багатьох українських та міжнародних хірургічних конгресів та конференцій. У 2017 році нагороджений сертифікатом PSI (USA), як кращий дослідник проблеми хірургічних інтраабдомінальних інфекцій. У 2020 році нагороджений як кращий дослідник міжнародного наукового дослідницького проекту VOYAGER PAD.

## Нагороди
2024 рік - нагороджений Орденом Святого Пантелеймона за самовіддане служіння українському народу, мужність і стійкість у боротьбі за здоров'я українців, за свободу та незалежність України у війні з російським агресором